# Heimlicher Lehrplan
Der Begriff heimlicher Lehrplan (englisch hidden curriculum) bezeichnet eine nicht offiziell vorgesehene schulische oder universitäre implizite Vermittlung von Lerninhalten und -formen sowie Wirkungen auf die Sozialisation jenseits von Lehrplänen oder Schulordnungen. Der heimliche Lehrplan kann dem offiziellen Lehrplan widersprechen, ihn unterlaufen, unwirksam machen oder ergänzen.

## Herkunft
Der Ausdruck wurde in den späten 1960er Jahren geprägt und ist eine Lehnübertragung des englischen Ausdrucks hidden curriculum des Kulturanthropologen Philip W. Jackson (Life In Classrooms, 1968). Dieser „zweite Lehrplan“ sei ein Grundkurs in den sozialen Regeln, Regelungen und Routinen, um den Weg durch die Schule machen zu können, ohne großen Schaden zu nehmen.
Die Idee von Einflüssen außerhalb des beabsichtigten Lehrplans finden sich bereits früher in der Literatur. So kritisierte beispielsweise der Reformpädagoge und Lehranalytiker Siegfried Bernfeld bereits 1925 das Schulwesen als Ort der Erziehung, in dem trotz der Bemühungen der Pädagogen geheime Kräfte wirkten, die weit über den Unterricht hinausreichten.

## Forschung
Verschiedene Ansätze zur Erklärung des heimlichen Lehrplans wurden entwickelt, um seine Rolle in der schulischen Sozialisation zu erklären. Henry Giroux und Anthony Penna unterscheiden einen strukturfunktionalistischen, einen phänomenologischen und einen am Marxismus orientierten erziehungskritischen Ansatz. Der strukturfunktionalistische erklärt, wie die Normen und Werte der Gesellschaft über die Schule vermittelt werden, so dass ihre Notwendigkeit für das Funktionieren der Gesellschaft unbefragt übernommen wird. Der phänomenologische Ansatz nimmt an, dass Bedeutung über soziale Begegnung und Interaktion vermittelt wird. Der kritische Ansatz hebt die Verbindung zwischen ökonomischer und kultureller Reproduktion hervor sowie die Beziehungen von Theorie, Ideologie und sozialer Praxis des Lernens. Nach Ansicht von Giroux und Penna haben die ersten beiden Ansätze zur Analyse des hidden curricculum beigetragen, der kritische Ansatz biete aber die tiefer reichenden Einsichten. Wichtigster Punkt sei die Erkenntnis, dass Bildung in Form des hidden curriculum weiterhin von Aspekten der Wirtschaftsordnung und der Gesellschaftsordnung geprägt sei.

## Rolle im universitären Umfeld
In den angelsächsischen Ländern wird betont, dass Qualität und Erfahrungen in der grundlegenden Schulausbildung sowie die Zugehörigkeit zu sozialen Schichten, Gender und Rasse (die in den USA nach wie vor als demographische Zuordnung erfasst wird) in der Hochschulbildung stärker zum Tragen kommen. Ebenso wird eine frühe Festlegung auf vorgegebene Ausbildungswege (Tracking) als sozial determiniert und als wichtige Einschränkung der sozialen Mobilität in den Vereinigten Staaten angesehen.
Matthias Stickler betont in einem Übersichtsartikel zur Universität als Lebensform bei Rüdiger vom Bruchs Buch zur deutschen Universitätslandschaft die wesentliche Rolle des, so wörtlich, „Treibens der Studentenverbindungen“ als Teil des heimlichen Lehrplans. Im angelsächsischen Raum wird Persönlichkeitsbildung und Habitusformierung auch in den Colleges und den anschließenden Universitäten als Teil der Ausbildung angesehen. Auch die amerikanischen Fraternities und Sororities sind der Universität dabei eng verpflichtet und stehen unter deren Aufsicht. Im Gegensatz zu den englischsprachigen Colleges verschob die Humboldt’sche Universitätskonzeption aber solche Aspekte der Erziehung und Habitusformierung der Studenten aus der Universität heraus. Daher fand diese im deutschsprachigen Raum über lange Zeit anhand des Vorbilds oder innerhalb von Studentenverbindungen statt und war im Gegensatz zum angelsächsischen Raum einer jugendlichen, zumeist männlichen Selbsterziehung verpflichtet. Das studentische Brauchtum und die zugehörigen Rituale wie die zeitweise bierselige Bummelei hatten dabei ganz handfeste Hintergründe. Eine moderne kulturwissenschaftliche Aufarbeitung sowie eine nähere Beschäftigung mit Verbindungen generell gilt als wichtig und als bedeutende Forschungslücke (Stand 2010).
Umgekehrt wurde in Deutschland lange der freie Zugang zu den Hochschulen als wesentliche Voraussetzung für soziale Mobilität angesehen; die entscheidende Voraussetzung ist aber – wie in den angelsächsischen Ländern schon länger bekannt – die Qualität der frühen (vor)schulischen Bildung. Dies wurde unter anderem in Zusammenhang mit den PISA-Studien bestätigt. Die Relation zwischen Vorbildung der Eltern und der ausgewählten Ausbildung ist in Deutschland eindeutig höher als in anderen Industrieländern, inklusive der USA. In der Volksrepublik China, insbesondere in Shanghai ist mittlerweile der oft zitierte Zusammenhang zwischen Armut und mangelndem Zugang zu Schule und Hochschule nahezu entkoppelt.

## Verwendung in der deutschen Erziehungswissenschaft
Um 1970 wurde der Begriff heimlicher Lehrplan in der Erziehungswissenschaft vornehmlich in gesellschaftskritischer Absicht verwendet. In dieser Sicht bewirke Schule eine soziale Reproduktion der gesellschaftlichen Verhältnisse; Schüler würden dazu erzogen, im gegebenen Gesellschaftssystem zu funktionieren. Die Schule habe wie viele Institutionen einen Doppelcharakter: Zwar verspreche sie Emanzipation und Aufklärung, veranlasse die Schüler aber zu Anpassung und stabilisiere damit das herrschende „System“ bzw. in der Gesellschaft verankerte Hierarchien.
In jüngerer Zeit wird verstärkt darauf hingewiesen, dass heimliche Lehrpläne Benachteiligungen zum Beispiel aufgrund des Geschlechts oder der Herkunft bewirken oder festigen können. So wird beim Bemühen um interkulturelle Erziehung darauf hingewiesen, dass eurozentristische Unterrichtsinhalte ausländische Schüler benachteiligten.

## Vorläufer
Dass Schule nicht nur Unterricht ist, sondern darüber hinaus gesellschaftliche Funktionen erfüllt, stellte bereits in den 1950er Jahren der Begründer der soziologischen Systemtheorie, Talcott Parsons fest, allerdings in völlig unkritischer Absicht. Er sprach von den Erfordernissen der Selektion der Schüler auf soziale Rollen und der Sozialisation im Sinne des Verinnerlichens von Rollenstandards (vgl. den Aufsatz Die Schulklasse als soziales System von 1955). Der Sache nach machte Eduard Spranger in seinem letzten Buch Das Gesetz der ungewollten Nebenwirkungen in der Erziehung bereits 1962 auf die Tatsachen aufmerksam.
Schüler lernen nicht nur die Inhalte, die sie absichtlich lernen sollen, sondern sind auch Teil von Sozialisationsprozessen wie
- nicht vom Lehrer gesteuerten Interaktionen in der Lerngruppe,
- Verhalten in der Peer Group,
- der Imitation von Vorbildern

und Ähnlichem.
Um im System Schule zurechtzukommen, lernen Schüler Strategien und Taktiken,
- wie man Erfolg bei Mitschülern oder bei der Lehrkraft hat,
- wie man Unwissen verheimlicht,
- wie man unangenehme Arbeit vermeidet,
- wie man als Leerlauf empfundene Unterrichtszeit effektiv für Nebentätigkeiten nutzt

und Ähnliches.
Somit geht es laut Meyer

„[…] beim heimlichen Lehrplan um die lautlosen Mechanismen der Einübung in die Regeln und Rituale der Institution; es geht darum, sich an Oben und Unten, an Gutsein und Schlechtsein, an Auffälligwerden und Durchwursteln zu gewöhnen. Um es in den gängigen Fremdwörtern zu formulieren: es geht um die Einübung in hierarchisches Denken, in Leistungskonkurrenz und Normkonformität.“

## Erziehungseffekte des heimlichen Lehrplans
Nach Gabriele Kandzora vermittelt der heimliche Lehrplan folgende Effekte:
- Der Pflichtcharakter des schulischen Lernens beeinflusst die Auffassung vom Lernstoff und die Einstellung dazu.
- Die Hierarchie der schulischen Organisation prägt die Selbstwahrnehmung des eigenen Lernprozesses.
- Die Persönlichkeit wird emotional und im Handeln auf die Schülerrolle reduziert.
- Der Lernende wird Objekt des Lernprozesses.
- Das Lernen richtet sich an äußeren Vorgaben aus.
- Das Lernen stellt sich auf Bewertung und formale Leistungskriterien ein.
- Das Konkurrenzverhalten wird eingeübt.
- Die Anpassung an Lehrererwartungen wird vermittelt.
- Die Abläufe sind bürokratisiert.
- Die Lernenden fügen sich in die Notwendigkeiten institutionell vorgegebener zeitlicher und räumlicher Strukturen, z. B. dem 45-Minuten-Rhythmus oder der Sitzordnung.
- Sie üben Rituale und Interaktionsformen ein, die nicht demokratisch und selbstbestimmt sind.

## Forschungsergebnisse
Marianna Jäger erforschte in einer schulethnographischen Studie den schulischen Alltag in der ersten Klasse. Bereits am ersten Schultag wurden zahlreiche Verhaltenserwartungen explizit oder implizit etwa über den Sprachstil vermittelt, vor allem Regeln zur Aufrechterhaltung der Disziplin im Klassenzimmer, aber auch unterschiedliche Erwartungen gegenüber den Geschlechtern. Der normative „Mittelschichtcode“ stelle eine „Form symbolischer Gewalt dar, welche Kinder aus andern sozialen Milieus benachteiligt und ihnen das Gefühl gibt, den Anforderungen nicht gewachsen zu sein“. „Ob schulische Strukturen, Sitzordnung, Lehrbücher oder didaktische Arrangements und Rituale, spontane Kommentare von Lehrpersonen oder unscheinbare Bemerkungen von Peers: überall spielt der heimliche Lehrplan eine Rolle. Er ist im Hinblick auf schulische Sozialisation nicht zu unterschätzen.“